# 诺卡拉
诺卡拉（義大利語：Nocara），是意大利科森扎省的一个市镇。总面积33平方公里，人口462人，人口密度14.0人/平方公里（2009年）。ISTAT代码为078086。